# أسلمة مصر

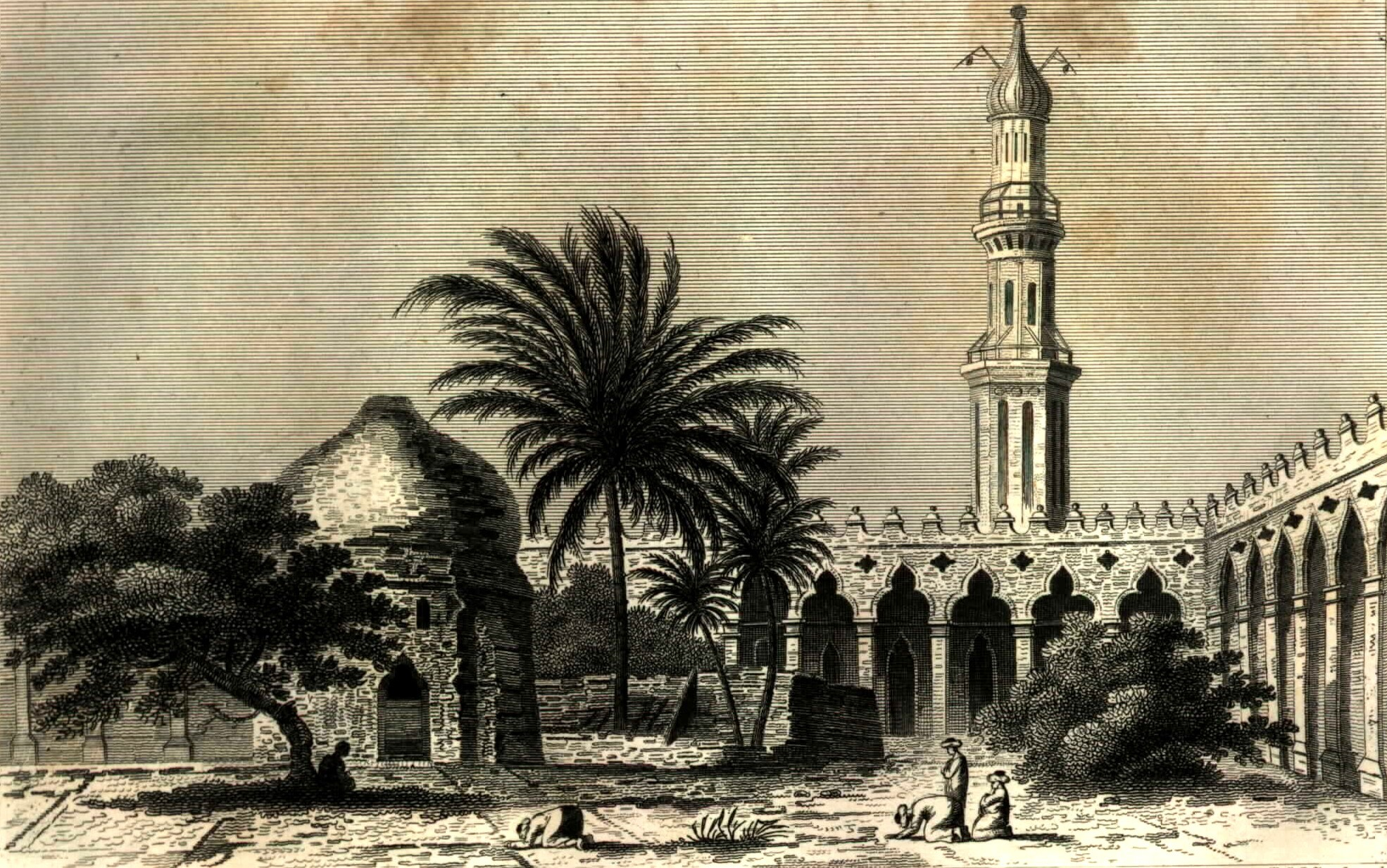
مسجد العطارين في الإسكندرية، كان في الأصل كنيسة مسيحية، وتم تحويلها إلى مسجد في عام 641.

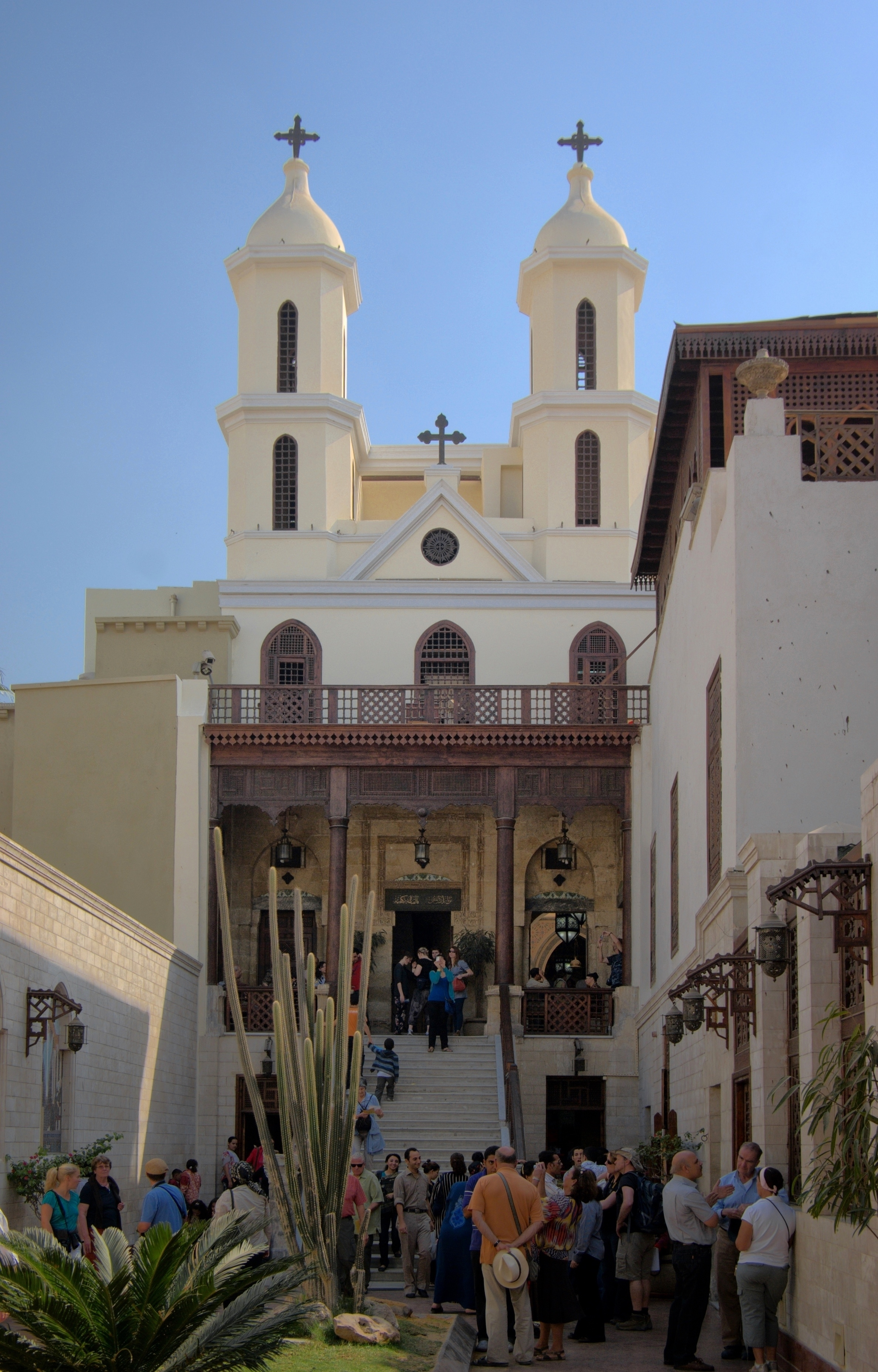
تأسست الكنيسة المعلقة في القاهرة القديمة في القرن الثالث، مما يجعلها واحدة من أقدم الكنائس في مصر.

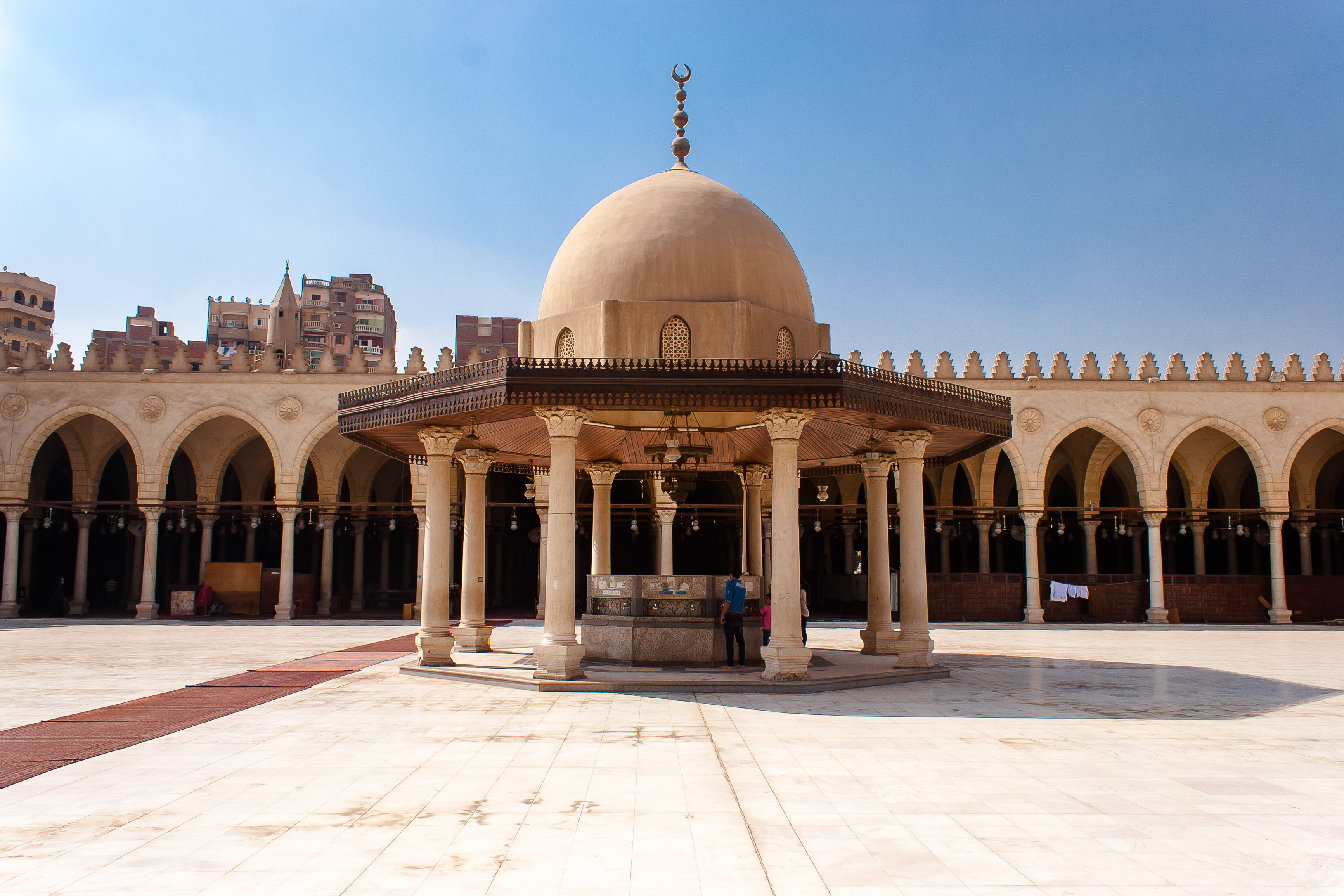
مسجد عمرو بن العاص.

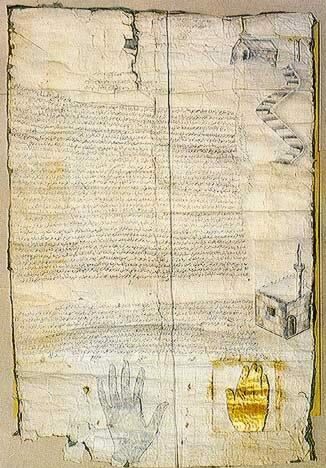
"عهد الأمان" أو "ميثاق محمد" لدير القديسة كاترين في سيناء. يُعتقد أن أثر اليد يعود لنبي الإسلام محمد بن عبد الله شخصيًا.

وقعت أسلمة مصر نتيجة الفتح الإسلامي لمصر بقيادة عمرو بن العاص، الحاكم العسكري لفلسطين. وخضع السكان الأصليون من الأقباط في مصر لتغيير تدريجي واسع النطاق من المسيحية إلى الإسلام. وكانت عملية الأسلمة هذه مصحوبة بموجة متزامنة من التعريب. أدت هذه العوامل إلى تحول المسلمين إلى أغلبية في مصر بين القرن العاشر والرابع عشر، مما أدى إلى التأقلم المصري مع الهوية العربية واستبدال لغاتهم القبطية واليونانية باللغة العربية باعتبارها اللغة المحلية الوحيدة.كانت مصر محتلةً من الرومان منذ هزيمة كليوباترا السابعة على يد أوكتافيوس سنة 31 ق.م، وعندما سقطت الإمبراطورية الرومانية سنة 476 ميلادية، آلَت أملاك الدولة الرومانية -ومنها مصر- إلى الدولة البيزنطية. وهكذا تحولَّت مصر في عهود البيزنطيين إلى مخزن يمدُّ الإمبراطورية البيزنطية باحتياجاتها من الغذاء، وفقد المصريون السلطة بكاملها في بلادهم، وإن كان البيزنطيين قد حرصوا على أن يتركوا بعض الرموز المصرية كصورة فقط؛ وذلك لتجنُّب ثورة الشعب. وتمَّ فرض الضرائب الباهظة جدًّا بمختلف أنواعها على الشعب المعدم، حتى تجاوزت الضرائب الأحياء -في سابقة تاريخية- إلى الأموات، فلم يكن يُسمح بدفن الميت إلا بعد دفع ضريبة معينة! وتتبع البيزنطيين قادة الأقباط المصريين بالقتل والتعذيب، حتى اضطروهم إلى الهرب إلى الصحراء، وإقامة أماكن عبادتهم في مناطق نائية أو مهجورة؛ وذلك حفاظًا على حياة مَنْ تبقى منهم  وعلى صعيد الحالة الدينية فقد بدأت المسيحية في الانتشار والتغلغل داخل المجتمع المصري منذ عهد الإمبراطور الروماني نيرون، ويُقال أن ذلك علي يد القديس مرقس الإنجيلي وأنه قد أسس الكرسي الرسولي المقدس للإسكندرية وأصبح بطريركه الأول، لكن المصريين المسيحيين -وهم أقلية في مجتمع الدولة الرومانية الكبير- كانوا يُعَامَلون بقسوة شديدة من قِبَلِ الرومان المخالفين لهم في العقيدة، شأنهم في ذلك شأن بقية المسيحيين في الأقاليم الأخرى. ولكن أعظم ابتلاءٍ وأشدَّ تنكيلٍ نزل بمسيحيي مصر كان على يد الإمبراطور دقلديانوس الذي تولَّى عرش الإمبراطورية الرومانية عام 284م، فقد طالبَ المصريين أن يضعوه موضع الألوهية؛ ليضمن حياته واستمرارية ملكه، بَيْد أن مسيحيي مصر قاوموه مقاومة كبيرة، فاضطهدهم وعذَّبهم، وأمر بهدم جميع الكنائس وتسويتها بالأرض، وإعدام كل مَنْ يشارك في اجتماعات دينية، ومصادرة كل أملاك المسيحيين وكنائسهم، مع الحرمان من كافَّة الحقوق الوطنية، والطرد من الوظائف الحكومية، وحرق كل الكتب المقدَّسة، هذا فضلاً عن القبض على الآلاف، والتنكيل والتعذيب حتى الموت وعلى الرغم من انتحال الإمبراطورية الرومانية للمسيحية؛ فإن ذلك لم يُخَلِّص مصر من براثن الانحطاط والبؤس والشقاء؛ فقد امتدَّت الخلافات العميقة داخل الدولة الرومانية الأرثوذكسية بين طائفة الملكانية -التي كانت تعتقد بازدواجية طبيعة المسيح، التي كانت تمثِّلها السُّلطة السياسية في القسطنطينية- وطائفة المنوفيسية (اليعقوبية) وهم أهل مصر والحبشة الذين كانوا يعتقدون بطبيعة إلهية واحدة للمسيح؛ لذلك فكَّر هرقل بعد انتصاره على الفرس في توحيد المذاهب المسيحية كلها، وعقد لهذا مَجْمَع خلقدونية، فأقرَّ البطارقة الذين يمثِّلون شتى المذاهب المسيحية مذهبًا واحدًا في ذلك المجمع؛ وهو الإقرار بألوهية المسيح وبشريته في آنٍ واحد، ومساواة الابن مع الأب في الذات والجوهر، وأراد فرض هذا المذهب على المسيحيين في مصر عن طريق أحد البطارقة ويُدعى قيرس.
لكن أهل مصر كانوا شديدي الحب لبنيامين -كبير أساقفة مصر- الذي كان شديد التعصب لمذهب اليعاقبة المخالف لما دان به هرقل، وما كاد قيرس يحطُّ رحاله في الإسكندرية في عام 631م إلاَّ وقد فرَّ بنيامين - خوفًا من بطشه؛ لذلك رأى المصريون أن ما يدعو إليه قيرس ما هو إلاَّ بدعة وكفر وضلال (لأن بنيامين أنكره ولم يدعمه)، الأمر الذي جعل قيرس يلجأ إلى الشدَّة والبطش والتعذيب، ووقع الاضطهاد الأعظم الذي استمرَّ على الأقلية المسيحية المصرية مدَّة عشر سنوات كاملة، حتى جاء الفتح الإسلامي مخلِّصًا للمصريين من ذلك البطش والتنكيل
تعود الروابط الإسلامية إلى مصر القبطية قبل الفتح من قبل العرب. وفقاً للتقاليد الإسلامية، تزوج النبي محمد من جارية قبطية قد أسلمت وهي ماريا القبطية. في عام 641 م غزا العرب الذين واجهوا الجيش البيزنطي مصر. وبدأت المقاومة المحلية من قبل المصريين تتجسد بعد ذلك بقليل واستمرت حتى القرن التاسع على الأقل. فرض المسلمين ضريبة خاصة، عرفت باسم الجزية، على المسيحيين الذين حصلوا على وضع الحماية كأهل الذمة، وكانت الضريبة مبررة على أسس الحماية لأن المسيحيين المحليين لم يُقوموا للخدمة في الجيش. غالبًا ما فضل الفاتحين العرب عدم التعايش مع الأقباط الأصليين في مدنهم وإنشاء مستعمرات جديدة، مثل القاهرة. وكانت الضرائب الثقيلة في أوقات صعوبات الدولة سبباً وراء قيام المسيحيين الأقباط بتنظيم المقاومة ضد الحكام الجدد. تصاعدت هذه المقاومة ضد التمرد المسلح ضد العرب في عدد من الحالات، مثل ثورة الباشموريين في الدلتا، وفقاً للمؤرخ إيرام لابيدوس، فإن سحق التمرد أعقبه «اليأس» بين الأقباط وبدأنت موجة ثانية من الاضطهاد الكبير. ولقد استمرت التمردات طوال القرن الثامن الميلادي وغالباً ما شارك فيها الأقباط، وكانت حكومة الخلافة تقابل تلك الثورات بالقوة. في ثلاثينيات القرن نفسه، بدأ الأقباط يفقدون كونهم الأغلبية السكانية في مصر، وتمت أسلمة وتعريب العديد من المناطق القروية، وفي فترة حكم أحمد بن طولون، تم إنهاء اضطهاد الأقباط والسماح بتجديد الكنائس.
نادراً ما استخدم العرب في القرن السابع المصطلح المصري، واستخدموا بدلاً من ذلك مصطلح القبطي، لوصف شعب مصر. وهكذا أصبح المصريون يعرفون باسم الأقباط، وأصبحت الكنيسة غير الخلقيدونية تعرف باسم الكنيسة القبطية. ظلت الكنيسة الخلقيدونية معروفة بالكنيسة الملكانية. في لغتهم الأم، أشار المصريون لأنفسهم باسم (بالقبطية: ⲛⲓⲣⲉⲙⲛ̀ⲭⲏⲙⲓ) أي «شعب مصر». وظلت الحياة الدينية دون عائق في أعقاب السيطرة الإسلامية، كدليل على الإنتاج الغني للفنون القبطية في المراكز الرهبانية في القاهرة القديمة مثل الفسطاط وفي جميع أنحاء مصر. ومع ذلك، ساءت الأحوال بعد ذلك بفترة وجيزة، وفي القرنين الثامن والتاسع وخلال فترة المقاومة الوطنية ضد العرب، منع الحكام المسلمون استخدام الأشكال البشرية في الفن مستغلين نزاع تحطيم الأيقونات في بيزنطة. وبالتالي دمرت العديد من اللوحات الجدارية والأيقونات في الكنائس.
كانت الفترة الفاطمية في مصر متسامحة باستثناء الاضطهادات العنيفة للخليفة الحاكم بأمر الله. استخدم الحكام الفاطميين الأقباط في الحكومة وشاركوا في الأعياد المصرية القبطية والمحلية. كما تم إجراء عمليات تجديد وتجديد كبرى للكنائس والأديرة. ازدهرت الفنون القبطية لتصل إلى آفاق جديدة في مصر الوسطى والعلوية. لكن تغيَّر وضعُ اليهود والنصارى مع بداية فترة حكم الحاكم بأمر الله، ويُحتمل أن يكون ذلك بسبب ضغط المُسلمين بعامَّةً الذين ساءهم أن يتقرَّب الخُلفاء من غير المُسلمين ويُعينوهم في المناصب العُليا وفقاً للمؤرخ عزيز عطية، وأصدر الحاكم أمرًا ألزم أهل الذمَّة بلبس الغيار، وبوضع زنانير مُلوَّنة مُعظمها أسود، حول أوساطهم، ولبس العمائم السود على رؤوسهم، وتلفيعات سوداء، وتشير مصادر مختلفة أن اضطهاد الأقباط قد انتقل إلى أقصى حد في عهد الحاكم بأمر الله مع هدم الكنائس والتسارع في التحويل القسري إلى الإسلام. وبلغ اضطهاد المسيحيين المصريين بلغ ذروته في أوائل العصر المملوكي في أعقاب الحروب الصليبية. وتم الإبلاغ عن العديد من التحويلات القسرية للمسيحيين. حيث حدث التراجع النسبي للأقباط في مصر خلال حقبة المماليك البحرية وتسارع بشكل أكبر في ظل الدولة المملوكية. وكانت هناك عدة حالات احتجاجات للمسلمين المصريين ضد ثروة المسيحيين الأقباط وعملهم في الدولة، وأحرقت دور عبادة كل طرف من قبل الآخر في أوقات التوترات بين الطوائف. ونتيجة للضغط الشعبي، تم إيقاف عمل الأقباط في البيروقراطية على الأقل تسع مرات بين أواخر القرن الثالث عشر ومنتصف القرن الخامس عشر، وفي عام 1301، أمرت الدولة بإغلاق جميع الكنائس. وكان البيروقراطيون الأقباط يُعادون في كثير من الأحيان إلى مناصبهم بعد انتهاء فترة التوتر الطائفي. وفقا للباحثة الأمريكية كريستين ستيلت، خلال تلك الحقبة عندما كان بعض الأقباط يمنعون من العمل ككتاب تظاهروا باعتناق الإسلام، إلا أنه كان من الشائع حينها وصف هذه التحولات بأنها تظاهر بالتحول لتجنب الإجراءات الرسمية ضدهم الخاصة بالملابس والتوظيف والسلوك". ووفقا لستيلت، فقد كان من أسباب التحولات الدينية للأقباط هو تحول الطبقة الغنية من الأقباط -والذين عملوا لدى السلطان- إلى الإسلام، مما أدى لتوقفهم عن مساعدة الفقراء من الأقباط على دفع الجزية وأدى ذلك لزيادة تحول الفقراء من الأقباط للإسلام، ووفقا لستيلت، فقد تمكن عدد من الأقباط من الحفاظ على وظائفهم دون التحول للإسلام. في القرن الرابع عشر تسارعت عمليات تحولات الأقباط إلى الإسلام خوفاً من الاضطهادات وفقاً لمصادر مختلفة، وبحلول نهاية الحقبة المملوكية، ارتفعت نسبة المسلمين بالمقارنة مع المسيحيين إلى 10: 1.